# Beyoğlu
Beyoğlu là một quận nằm ở phía châu Âu thuộc İstanbul, Thổ Nhĩ Kỳ. Quận có diện tích 9 km² và dân số thời điểm năm 2007 là 247.256 người, mật độ 27.473 người/km².
Quận này cách thành phố cũ (bán đảo lịch sử Constantinople) bởi Sừng Vàng. Nó được gọi là Pera trong thời Trung Cổ, và tên này vẫn được sử dụng phổ biến cho đến đầu thế kỷ 20 và thiết lập của nước Cộng hòa Thổ Nhĩ Kỳ.